# Гувэнь гуаньчжи

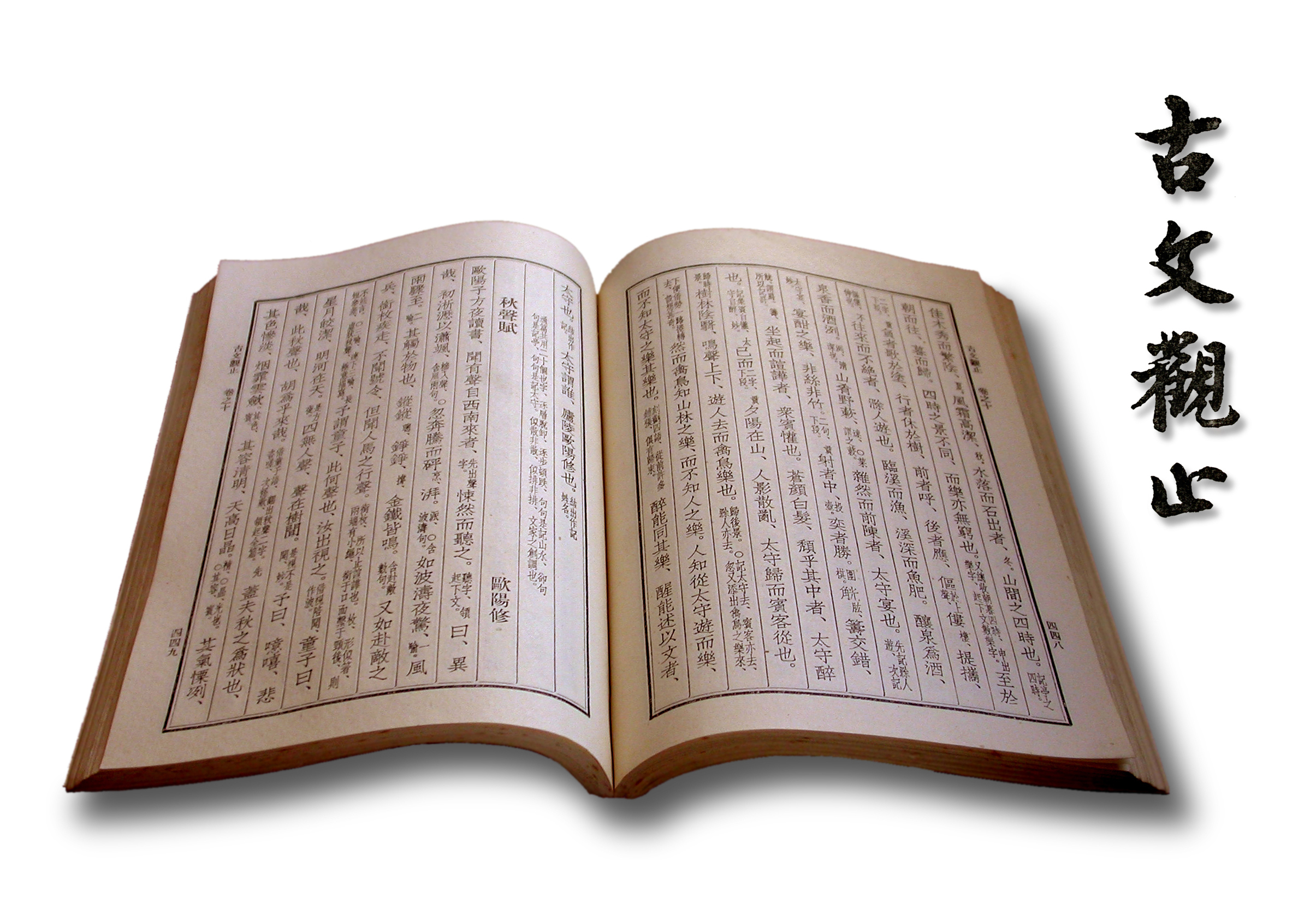
Гувэнь гуаньчжи

Гувэнь гуаньчжи 古文觀止 gǔwén guānzhǐ («Шедевры древней словесности») — антология китайских классических текстов, практическое пособие по изучению классического китайского языка. Составлено У Чуцаем (кит. трад. 吳楚才) и его племянником У Дяохоу (кит. трад. 吳調侯), не имевшими придворных чинов. Опубликована в конце XVII века; предисловие датировано 1695 годом.
Название антологии отсылает к «Историческим запискам» Сыма Цяня (биография У Тайбо кит. трад. 吳太伯世家), где выражение гуаньчжи объясняется как «предел художественного совершенства» (кит. трад. 觀止矣，若有他樂，吾不敢觀。 «Если есть другие красоты, я не осмелюсь ими увлечься»). Сборник состоит из 220 текстов, представляющего китайскую литературу от династии Чжоу до Мин включительно и расположенных в хронологическом порядке. Составление антологии началось с трёх произведений времён империи Сун; в XVI веке Гувэнь гуаньчжи значительно расширили, а окончательно работу над ней завершили столетие спустя.
Материал антологии широко используется в образовательных целях и в XXI веке. Практичность сборника заключается в отсутствии морализма и лингвистически сложных пассажей, а также в наличии кратких и ясных комментариев. Аналогично антологиям Чжэнь Дэсю, Гувэнь гуаньчжи отвергает традиционные критерии отбора произведений, сочетая и «классические» тексты (Цзо чжуань, Гунъян чжуань, Ли цзи), и «истории» (Чжаньго цэ, Ши цзи).